# Tom Gilbert
Thomas Kelly "Tom" Gilbert, född 10 januari 1983, är en amerikansk professionell ishockeyback som spelar inom organisationen för Washington Capitals i National Hockey League (NHL). Han har tidigare representerat Edmonton Oilers, Minnesota Wild, Florida Panthers och Montreal Canadiens och Los Angeles Kings.
Gilbert draftades i fjärde rundan i 2002 års draft av Colorado Avalanche som 129:e spelare totalt.
Den 4 juli 2013 valde Wild att köpa ut Gilbert från sitt kontrakt till en kostnad av $2,000,000, som kommer betalas ut över de kommande två åren.